# Paralimnophila incompta
Paralimnophila incompta är en tvåvingeart som först beskrevs av Alexander 1928.  Paralimnophila incompta ingår i släktet Paralimnophila och familjen småharkrankar. Inga underarter finns listade i Catalogue of Life.